# Piotr Komorowski (1937–2017)
Piotr Komorowski (ur. 23 grudnia 1937 w Warszawie, zm. 16 kwietnia 2017 tamże) – polski aktor niezawodowy, prawnik, brat bliźniak aktorki, Mai Komorowskiej. Pochowany na cmentarzu Powązkowskim w Warszawie.

## Wybrana filmografia
Źródło: FilmPolski.pl
- 2008: Serce na dłoni – biznesmen
- 2002: Quo vadis – Gulo
- 2000: Ogniem i mieczem
- 1997: Boża podszewka – bandzior
- 1997: Prostytutki
- 1997: Sława i chwała – bankier Rubinstein
- 1995: Cwał
- 1995: Ekstradycja
- 1995: Sukces – Miszka
- 1995: Tato – pielęgniarz
- 1994: Jest jak jest
- 1989: Kawalerki – ojciec
- 1989: Virtuti – żołnierz
- 1988–1990: W labiryncie
- 1987: Śmieciarz – wykonawca wyroku na konfidencie (odc. 4)
- 1981: Wojna światów – następne stulecie – pielęgniarz
- 1980: Sherlock Holmes i doktor Watson – tragarz
- 1978: Roman i Magda – ratownik
- 1977: Czterdziestolatek – Waldek, instruktor narciarski w szpitalu (odc. 21)
- 1976: Brunet wieczorową porą
- 1965: Popioły – zbójnik